# Metropolitano de Tasquente
O metrô de Tasquente é o sistema de metropolitano que opera na cidade de Tasquente, capital do Uzbequistão. Foi inaugurado em 1977, sendo o sétimo sistema deste gênero construído na União Soviética. É atualmente o único metrô a funcionar na Ásia Central.

## Construção
O projeto para uma rede de metropolitano em Tasquente apareceu em 1968, depois de um grande sismo que destruiu a cidade dois anos antes. A construção da Linha Chilonzor começou em 1972 e foi inaugurada a 6 de novembro de 1977, num troço com nove estações. A linha foi aumentada em 1980, e a Linha Ozbekiston acrescentada à rede em 1984. A Linha Iunusabade, foi inaugurada em 2001, e a mais recente, a linha Halq, foi inaugurada em 2020.

## Rede
| Linha            | Linha | Trajeto                  | Inauguração | Número de estações |
| ---------------- | ----- | ------------------------ | ----------- | ------------------ |
| Linha Chilonzor  | 1     | Buyuk Ipak Yoli ↔ Bekat5 | 1977        | 17                 |
| Linha Ozbekiston | 2     | Beruni ↔ Dostlik         | 1984        | 11                 |
| Linha Iunusabade | 3     | Turkeston ↔ Ming Orik    | 2001        | 8                  |
| Linha Halqa      | 4     | Dostlik2 ↔ Bekat7        | 2020        | 7                  |